# Grand Prix Velké Británie 1973
Grand Prix Velké Británie 1973 (oficiálně John Player Grand Prix) se jela na okruhu Silverstone v Silverstonu ve Velké Británii dne 14. července 1973. Závod byl devátým v pořadí v sezóně 1973 šampionátu Formule 1.

## Závod
| Poř.   | No. | Jezdec               | Konstruktér       | Počet kol | Čas/Odstoupení  | Pořadí na startu | Body |
| ------ | --- | -------------------- | ----------------- | --------- | --------------- | ---------------- | ---- |
| 1      | 8   | Peter Revson         | McLaren-Ford      | 67        | 1:29:18.5       | 3                | 9    |
| 2      | 2   | Ronnie Peterson      | Lotus-Ford        | 67        | + 2.8           | 1                | 6    |
| 3      | 7   | Denny Hulme          | McLaren-Ford      | 67        | + 3.0           | 2                | 4    |
| 4      | 27  | James Hunt           | March-Ford        | 67        | + 3.4           | 11               | 3    |
| 5      | 6   | François Cevert      | Tyrrell-Ford      | 67        | + 36.6          | 7                | 2    |
| 6      | 10  | Carlos Reutemann     | Brabham-Ford      | 67        | + 44.7          | 8                | 1    |
| 7      | 19  | Clay Regazzoni       | BRM               | 67        | + 1:11.7        | 10               |      |
| 8      | 3   | Jacky Ickx           | Ferrari           | 67        | + 1:17.4        | 19               |      |
| 9      | 25  | Howden Ganley        | Iso-Marlboro-Ford | 66        | + 1 kolo        | 18               |      |
| 10     | 5   | Jackie Stewart       | Tyrrell-Ford      | 66        | + 1 kolo        | 4                |      |
| 11     | 15  | Mike Beuttler        | March-Ford        | 65        | + 2 kola        | 24               |      |
| 12     | 21  | Niki Lauda           | BRM               | 63        | + 4 kola        | 9                |      |
| 13     | 28  | Rikky von Opel       | Ensign-Ford       | 61        | + 6 kol         | 21               |      |
| Ret    | 11  | Wilson Fittipaldi    | Brabham-Ford      | 44        | Únik oleje      | 13               |      |
| Ret    | 1   | Emerson Fittipaldi   | Lotus-Ford        | 36        | Řazení          | 5                |      |
| Ret    | 29  | John Watson          | Brabham-Ford      | 36        | Palivový systém | 23               |      |
| Ret    | 12  | Graham Hill          | Shadow-Ford       | 24        | Šasi            | 27               |      |
| Ret    | 22  | Chris Amon           | Tecno             | 6         | Palivový systém | 29               |      |
| Ret    | 30  | Jody Scheckter       | McLaren-Ford      | 0         | Kolize          | 6                |      |
| Ret    | 23  | Mike Hailwood        | Surtees-Ford      | 0         | Kolize          | 12               |      |
| Ret    | 31  | Jochen Mass          | Surtees-Ford      | 0         | Kolize          | 14               |      |
| Ret    | 24  | Carlos Pace          | Surtees-Ford      | 0         | Kolize          | 15               |      |
| Ret    | 20  | Jean-Pierre Beltoise | BRM               | 0         | Kolize          | 17               |      |
| Ret    | 9   | Andrea de Adamich    | Brabham-Ford      | 0         | Kolize          | 20               |      |
| Ret    | 14  | Roger Williamson     | March-Ford        | 0         | Kolize          | 22               |      |
| Ret    | 16  | George Follmer       | Shadow-Ford       | 0         | Kolize          | 25               |      |
| Ret    | 17  | Jackie Oliver        | Shadow-Ford       | 0         | Kolize          | 26               |      |
| Ret    | 26  | Graham McRae         | Iso-Marlboro-Ford | 0         | Klapka          | 28               |      |
| DNS    | 18  | David Purley         | March-Ford        | 0         | Smyk            | 16               |      |
| Zdroj: |     |                      |                   |           |                 |                  |      |

## Průběžné pořadí po závodě
Pohár jezdců
|        | Pořadí | Jezdec             | Body |
| ------ | ------ | ------------------ | ---- |
|        | 1      | Jackie Stewart     | 42   |
|        | 2      | Emerson Fittipaldi | 41   |
|        | 3      | François Cevert    | 33   |
|        | 4      | Ronnie Peterson    | 25   |
|        | 5      | Denny Hulme        | 23   |
| Zdroj: |        |                    |      |

Pohár konstruktérů
|        | Pořadí | Konstruktér  | Body    |
| ------ | ------ | ------------ | ------- |
|        | 1      | Lotus-Ford   | 58 (62) |
|        | 2      | Tyrrell-Ford | 53 (57) |
|        | 3      | McLaren-Ford | 35      |
| 1      | 4      | Brabham-Ford | 12      |
| 1      | 5      | Ferrari      | 12      |
| Zdroj: |        |              |         |